# Babylon Zoo
Babylon Zoo war ein Space-Rock-Projekt des britischen Multiinstrumentalisten Jas Mann. 

## Biografie
Die Band landete Anfang 1996 mit der Single Spaceman und dem dazugehörigen selbstgedrehten Science-Fiction-Videoclip in B-Movie-Manier einen internationalen Nummer-eins-Hit. Der Erfolg basierte nicht zuletzt auf der Verwendung des Songs in einem Werbespot für Levi’s Jeans.
Mit der nachfolgenden Single Animal Army erreichte Babylon Zoo noch einmal die Top 20 der britischen Charts. Doch mit der dritten Single The Boy with the X-Ray Eyes, die lediglich zwei Wochen auf mittleren Positionen der britischen Charts zu finden war, konnte die Gruppe nicht an den Anfangserfolg anknüpfen. Auch das 1998er Album King Kong Groover war kommerziell erfolglos, einzig die Auskopplung All the Money’s Gone erklomm eine Platzierung in den UK-Charts.
Eine kurze Renaissance erlebte das Projekt Babylon Zoo mit einer Veröffentlichung des Songs Love Lies Bleeding im Internet.
Vor seiner Zeit als Mastermind hinter Babylon Zoo war Jas Mann, ein Sohn amerikanisch-indischer Eltern, Songschreiber, Sänger und Gitarrist der Britpop-Formation The Sandkings, die aber über den Status der kleinen Independentband nie hinauskam. Während seiner Babylon-Zoo-Phase erregte Jas Mann durch seine androgyne Art Aufsehen.

## Diskografie

### Studioalben
| Jahr | Titel                       | Höchstplatzierung, Gesamtwochen, AuszeichnungChartplatzierungen (Jahr, Titel, Platzierungen, Wochen, Auszeichnungen, Anmerkungen) | Höchstplatzierung, Gesamtwochen, AuszeichnungChartplatzierungen (Jahr, Titel, Platzierungen, Wochen, Auszeichnungen, Anmerkungen) | Höchstplatzierung, Gesamtwochen, AuszeichnungChartplatzierungen (Jahr, Titel, Platzierungen, Wochen, Auszeichnungen, Anmerkungen) | Höchstplatzierung, Gesamtwochen, AuszeichnungChartplatzierungen (Jahr, Titel, Platzierungen, Wochen, Auszeichnungen, Anmerkungen) | Anmerkungen                           |
| Jahr | Titel                       | DE | AT | CH | UK | Anmerkungen                           |
| ---- | --------------------------- | --- | --- | --- | --- | ------------------------------------- |
| 1996 | The Boy with the X-Ray Eyes | DE18 (12 Wo.)DE | AT23 (9 Wo.)AT | CH8 (9 Wo.)CH | UK6 Gold · (5 Wo.)UK | Erstveröffentlichung: 2. Februar 1996 |
| 1998 | King Kong Groover           | — | — | — | — | Erstveröffentlichung: 5. Oktober 1998 |

### Singles
| Jahr | Titel Album                             | Höchstplatzierung, Gesamtwochen, AuszeichnungChartplatzierungen (Jahr, Titel, Album, Platzierungen, Wochen, Auszeichnungen, Anmerkungen) | Höchstplatzierung, Gesamtwochen, AuszeichnungChartplatzierungen (Jahr, Titel, Album, Platzierungen, Wochen, Auszeichnungen, Anmerkungen) | Höchstplatzierung, Gesamtwochen, AuszeichnungChartplatzierungen (Jahr, Titel, Album, Platzierungen, Wochen, Auszeichnungen, Anmerkungen) | Höchstplatzierung, Gesamtwochen, AuszeichnungChartplatzierungen (Jahr, Titel, Album, Platzierungen, Wochen, Auszeichnungen, Anmerkungen) | Anmerkungen                                                 |
| Jahr | Titel Album                             | DE | AT | CH | UK | Anmerkungen                                                 |
| ---- | --------------------------------------- | --- | --- | --- | --- | ----------------------------------------------------------- |
| 1996 | Spaceman The Boy with the X-Ray Eyes    | DE1 Gold · (17 Wo.)DE | AT1 Gold · (13 Wo.)AT | CH2 (17 Wo.)CH | UK1 Platin · (14 Wo.)UK | Erstveröffentlichung: 15. Januar 1996 Verkäufe: + 1.770.000 |
| 1996 | Animal Army The Boy with the X-Ray Eyes | — | — | — | UK17 (3 Wo.)UK | Erstveröffentlichung: 19. Mai 1996                          |
| 1996 | The Boy with the X-Ray Eyes             | — | — | — | UK32 (2 Wo.)UK | Erstveröffentlichung: 1996                                  |
| 1999 | All the Money’s Gone King Kong Groover  | — | — | — | UK46 (1 Wo.)UK | Erstveröffentlichung: 1999                                  |

## Auszeichnungen für Musikverkäufe
| Goldene Schallplatte - Australien - 1995: für die Single Spaceman - Belgien - 1995: für die Single Spaceman - Frankreich - 1996: für die Single Spaceman - Schweden - 1996: für die Single Spaceman | Platin-Schallplatte - Neuseeland - 1996: für die Single Spaceman |

Anmerkung: Auszeichnungen in Ländern aus den Charttabellen bzw. Chartboxen sind in ebendiesen zu finden.
| Land/RegionAuszeichnungen für Musikverkäufe (Land/Region, Auszeichnungen, Verkäufe, Quellen) | Gold     | Platin     | Verkäufe | Quellen                   |
| -------------------------------------------------------------------------------------------- | -------- | ---------- | -------- | ------------------------- |
| Australien (ARIA)                                                                            | Gold1    | —          | 35.000   | aria.com.au               |
| Belgien (BRMA)                                                                               | Gold1    | —          | 25.000   | ultratop.be               |
| Deutschland (BVMI)                                                                           | Gold1    | —          | 250.000  | musikindustrie.de         |
| Frankreich (SNEP)                                                                            | Gold1    | —          | 250.000  | snepmusique.com           |
| Neuseeland (RMNZ)                                                                            | —        | Platin1    | 10.000   | aotearoamusiccharts.co.nz |
| Österreich (IFPI)                                                                            | Gold1    | —          | 25.000   | ifpi.at                   |
| Schweden (IFPI)                                                                              | Gold1    | —          | 25.000   | sverigetopplistan.se      |
| Vereinigtes Königreich (BPI)                                                                 | Gold1    | Platin1    | 700.000  | bpi.co.uk                 |
| Insgesamt                                                                                    | 7× Gold7 | 2× Platin2 |          |                           |